# فرنسيسكو فيريرا
فرنسيسكو فيريرا (بالإسبانية: Francisco Ferreira) (17 سبتمبر 1970 في باراغواي - ) هو لاعب كرة قدم باراغواياني في مركز الهجوم، شارك في الألعاب الأولمبية الصيفية 1992. وشارك مع منتخب باراغواي الأولمبي لكرة القدم ومنتخب باراغواي لكرة القدم. أما مع النوادي، فقد لعب مع أوليمبيا أسونسيون وذي سترونغيست وسبورتيفو لوكوينو وسيرو بورتينيو ونادي باتشوكا ونادي ميلوناريوس وأورينتي بيتروليرو ونادي 12 أكتوبر لكرة القدم وDeportivo Azogues ‏ وديبورتيفو كيفيدو وAlianza Atlético ‏ وسيزار فاليجو ‏ ونادي سول دي أميريكا ولاسيرينا.

## وصلات خارجية
- فرنسيسكو فيريرا على موقع الاتحاد الدولي (مؤرشف)  (الإنجليزية)
- فرنسيسكو فيريرا على موقع قاعدة بيانات كرة القدم.إي يو (الإنجليزية)
- فرنسيسكو فيريرا على موقع ناشيونال فوتبول تيمز (الإنجليزية)
- فرنسيسكو فيريرا على موقع أوليمبيديا (الإنجليزية)